# Butterhorst
Butterhorst ist ein Ortsteil der Ortschaft Altmersleben und der Stadt Kalbe (Milde) im Altmarkkreis Salzwedel in Sachsen-Anhalt.

## Geographie
Butterhorst, ein kleines Haufendorf mit Kirche, liegt etwa fünf Kilometer nordöstlich von Kalbe (Milde) in der Altmark. Das Dorf wird im Norden von der Unteren Milde und im Süden von der Milde umflossen. Im Norden und Osten liegt das Vogelschutzgebiet Milde-Niederung/Altmark. Östlich des Dorfes verläuft die Grenze des Landkreises Salzwedel.

## Geschichte

### Mittelalter bis Neuzeit
Das Dorf Butterhorst wird 1289 erstmals als Horst erwähnt, als Markgraf Otto seine Lehensrechte über einem Hof dem Kloster Heilig-Geist vor Salzwedel überlassen hatte, nachdem die Familie von Visne ihm die Lehen darin aufgelassen hatte. Auch im Jahre 1324 wird das Dorf als Horst erwähnt, als Hans und Heinecke von Kröcher das Schloss Kalbe mit den zugehörigen Dörfern an Albrecht von Alvensleben verkaufen.
Weitere Nennungen sind 1323 villa Horst, 1551 Botterhorst, 1608 Botterhorst, 1687 Botterhorst und 1804 Butterhorst, Dorf mit Hopfenanbau.
Früher wurde im Dorf Hopfen und Tabak angebaut, Viehzucht betrieben, darunter eine Pferdezucht mit Beschälern aus Dänemark, aber auch Fischerei.

### Herkunft des Ortsnamens
Franz Mertens deutet die Silben des Namens „botter, potter“ als „Birkhuhn“ oder „Pötter“ für „Töpfer“ und „Horst“ als „Wall“.

### Eingemeindungen
Ursprünglich gehörte das Dorf zum Arendseeischen Kreis der Mark Brandenburg in der Altmark. Zwischen 1807 und 1813 lag der Ort im Kanton Kalbe auf dem Territorium des napoleonischen Königreichs Westphalen. Nach weiteren Änderungen gehörte die Gemeinde ab 1816 zum Landkreis Salzwedel.
Am 15. Juni 1950 wurde die Gemeinde Butterhorst in den Landkreis Gardelegen umgegliedert. Kurz danach, am 20. Juli 1950, wurde die bis dahin eigenständige Gemeinde Butterhorst nach Altmersleben eingemeindet.
Nach dem Zusammenschluss mehrerer Gemeinden am 1. Januar 2009 zur Einheitsgemeinde Stadt Kalbe (Milde) kam Butterhorst als Ortsteil zur neuen Ortschaft Altmersleben und zur Stadt Kalbe (Milde).

### Einwohnerentwicklung
| Jahr | Einwohner |
| ---- | --------- |
| 1734 | 33        |
| 1774 | 31        |
| 1789 | 46        |
| 1798 | 66        |
| 1801 | 70        |
| 1818 | 58        |
| 1840 | 72        |

| Jahr | Einwohner |
| ---- | --------- |
| 1864 | 63        |
| 1871 | 63        |
| 1885 | 69        |
| 1892 | [00]55    |
| 1895 | 51        |
| 1900 | [00]45    |
| 1905 | 49        |

| Jahr | Einwohner |
| ---- | --------- |
| 1910 | [00]062   |
| 1925 | 077       |
| 1939 | 059       |
| 1946 | 103       |
| 2015 | 028       |
| 2016 | 028       |
| 2017 | 028       |

| Jahr | Einwohner |
| ---- | --------- |
| 2018 | 27        |
| 2020 | [00]28    |
| 2021 | [00]31    |
| 2022 | [0]29     |
| 2023 | [0]30     |

Quelle, wenn nicht angegeben, bis 1946 und 2015 bis 2018

## Religion
Die evangelische Kirchengemeinde Butterhorst, die früher zur Pfarrei Altmersleben gehörte, wird heute betreut vom Pfarrbereich Kalbe-Kakerbeck im Kirchenkreis Salzwedel im Bischofssprengel Magdeburg der Evangelischen Kirche in Mitteldeutschland. Die ältesten überlieferten Kirchenbücher für Altmersleben stammen aus dem Jahre 1688.
Die katholischen Christen gehören zur Pfarrei St. Hildegard in Gardelegen im Dekanat Stendal im Bistum Magdeburg.

## Kultur und Sehenswürdigkeiten
- Die ursprüngliche evangelische Kapelle aus Holz in Butterhorst stand bis zum Anfang des 19. Jahrhunderts. Sie wurde durch einen klassizistischen Backsteinbau ohne Turm ersetzt.[19] Die Kirche war eine Filialkirche von Altmersleben.[15]